# Hidetaka Maie
Hidetaka Maie (japanisch 真家 英嵩 Maie Hidetaka; * 28. Juli 2003 in der Präfektur Chiba) ist ein japanischer Fußballspieler.

## Karriere
Hidetaka Maie erlernte das Fußballspielen in der Jugendmannschaft von Kashiwa Reysol. Hier unterschrieb er am 1. Februar 2022 auch seinen ersten Profivertrag. Der Verein aus Kashiwa, einer Stadt in der Präfektur Chiba, spielte in der ersten japanischen Liga. Sein Erstligadebüt gab Hidetaka Maie am 27. Februar 2022 (2. Spieltag) im Heimspiel gegen die Yokohama F. Marinos. Hier wurde er in der 73. Minute für den Brasilianer Douglas eingewechselt. Kashiwa gewann das Spiel 3:1. Nach sieben Erstligaeinsätzen wechselte er Ende August 2024 auf Leihbasis zum Drittligisten FC Ryūkyū.